# Adelheid (film)
Adelheid je český film režiséra Františka Vláčila, natočený v roce 1969 podle stejnojmenné novely Vladimíra Körnera. Děj se odehrává v Sudetech krátce po skončení druhé světové války. Do vesnice je jako správce znárodněného majetku přidělen bývalý voják ze západní fronty (Petr Čepek), je ubytován ve vile po místním aktivním nacistovi, kde se setkává s jeho dcerou (Emma Černá). Ve filmu se stýkají traumata obou hlavních postav, způsobená prožitými událostmi. Atmosféru filmu úspěšně doplňuje a spoluvytváří sborová hudba ve stylu germánské majestátní hudby Richarda Wagnera od skladatelů Bacha a Strausse mladšího. Film byl natáčen v Kryštofově Údolí u Liberce a na zámečku v Lužci u Lubence na Podbořansku.
Vyrobilo Filmové studio Barrandov ČSSR roku 1969. V roce 2015 byl film digitálně restaurován.

## Děj filmu
Úvodní scénou filmu je záběr na projíždějící parní vlak jedoucí podzimní krajinou. Sedí v něm Češi a Slováci, kteří pravděpodobně jedou osídlit daný kraj, jímž je kterási část Opavska. Je tam i mladý muž v kožené bundě. Jakmile vlak zastaví a vtrhnou do něj četníci, mladý muž se dostane do podezření, že je Němec. Četníci ho přinutí vystoupit. Vyvolá potyčku, ve které dostane ránu do hlavy. Jedna Češka na něj dokonce plivne. Na četnické stanici nadstrážmistr Hejna (Jan Vostrčil) dlouho odmítá uznat jeho dokumenty, podle nichž má dovolení od vysokého důstojníka na ochranu a na místo v zámečku Schwarzbach (Černý potok). Celkově se k němu četník chová arogantně, ale nakonec ho přesvědčí telefonicky štábní kapitán. Mladý muž, bývalý poručík britského královského letectva Viktor Chotovický, jenž pro žaludeční vředy strávil válku ve vojenském skladu, odmítá přijmout samopal na svou ochranu. Cestou na zámeček potká mladou selku, která mu ukáže správný směr a varuje, aby se vyhnul blízké louce, která je ještě plná neodklizených min. Dále se dozvídáme, že náš hrdina už z rodiny nikoho nemá.
Jeho nový domov, malý zámeček na opuštěném místě na venkově, je prázdný, chladný a plný nepořádku. Procházeje se zásadně se zbraní, překvapí ho mladá Němka drhnoucí podlahu. Komunikace mezi nimi je obtížná, jelikož oba znají jen své rodné jazyky. V dalších dnech se Viktor Chotovický ubytovává a přijímá od ní stravu. Dozvídáme se, že je zde kvůli terapii svých žaludečních vředů: musí jíst vydatně a často. Při návštěvě nadstrážmistra Hejny se dozvídáme, že mladá slečna je dcerou největšího místního německého zločince Heidenmanna, kterému tento zámeček patřil a ona že zde pochopitelně bydlela. V současné době je její otec ve vazbě v Olomouci a hrozí mu provaz. Chotovický žádá četníka o Adelheid; chce si ji držet jako hospodyni a kuchařku. V dalších dnech se Chotovický chce s Adelheid sblížit: dává jí cigarety a naučí se pár německých výrazů.
Po noční pitce s Hejnou a jeho mladším kolegou (Pavel Landovský) je Chotovický oba vyhání, protože ho namíchlo, že nadstrážmistr střílí do nástěnného obrazu. Uražený nadstrážmistr hrozí, že mu Adelheid odvede. Poručík a Adelheid spolu stráví noc v posteli. Další den jí poručík vypráví zážitky ze svého života. Česky, takže žena mu nerozumí. Stráví spolu další noc. Ráno přijdou za Adelheid dvě staré Němky se vzkazem, že její otec byl odsouzen a oběšen. Poručík se k ní přesto chová přívětivě, ona ho však odmítá. Někdo na něj střílí zvenku. Zjišťuje, že se někdo s klíčem dostal dovnitř. Po návratu z lesa má Chotovický žaludeční záchvat. Napije se vody z vodovodu, Adelheid mu pomáhá. Později přichází nadstrážmistr a varuje ho před bratrem Adelheid, který prý na východní frontě ve skutečnosti nepadl, ale potlouká se po okolí a je nebezpečný. Poručík tomu nevěnuje pozornost. Vymění přítomnost Adelheid (za to, že neodejde do sběrného tábora) za dvě lahve koňaku. Nadstrážmistr zůstává přes noc. Ráno poručík nachází stopy po vniknutí neznámého vetřelce do domu a v koupelně mrtvolu nadstrážmistra v kaluži krve. V jedné místnosti nachází mladého muže se samopalem. Adelheid na něj volá „Hansi!“. Jen tak tak se poručík vyhne střelám ze samopalu. Za zavřenými dveřmi předstírá, že byl zasažen. Po příchodu Hanse Heidenmanna zápasí oba na život a na smrt. Boj přeruší Adelheid, která Chotovického udeří několikrát tyčí. Když se probírá z bezvědomí, přijdou k němu četníci a vojáci.
Další scéna se odehrává po výslechu četníky a vojáky, kteří zastupují policii. Chotovický s ovázanou hlavou s pomocí tlumočnice sděluje zadržené Adelheid, že ji odvezou do Olomouce a že on má proti ní svědčit. On jí ale odpouští a říká jí, že je jediná, koho na tomto světě má. Ptá se jí, jestli ho celou dobu tak nenáviděla. Ona se tváří udiveně a vysvětluje, že nevěděla, co od něj má čekat. Jasno jí bylo, až když jí tehdy večer poslal do postele, ať na něj čeká. Poručík jí nabízí pomoc, ale vojáci mu ji náhle odvedou. Následuje rozhovor mezi štábním kapitánem a jeho podřízeným. Náhle přiběhne voják: Obviněná je na toaletě a neotvírá. Když vypáčí dveře, Adelheid je oběšená. Chotovický odchází do zasněžené krajiny. Lomcuje brankou hřbitova, ale je zamknuto. Poslední záběr filmu je na německý kříž obklopený zasněženou krajinou, po které Chotovický kráčí k minovému poli z úvodu filmu…